# Sokołów Podlaski

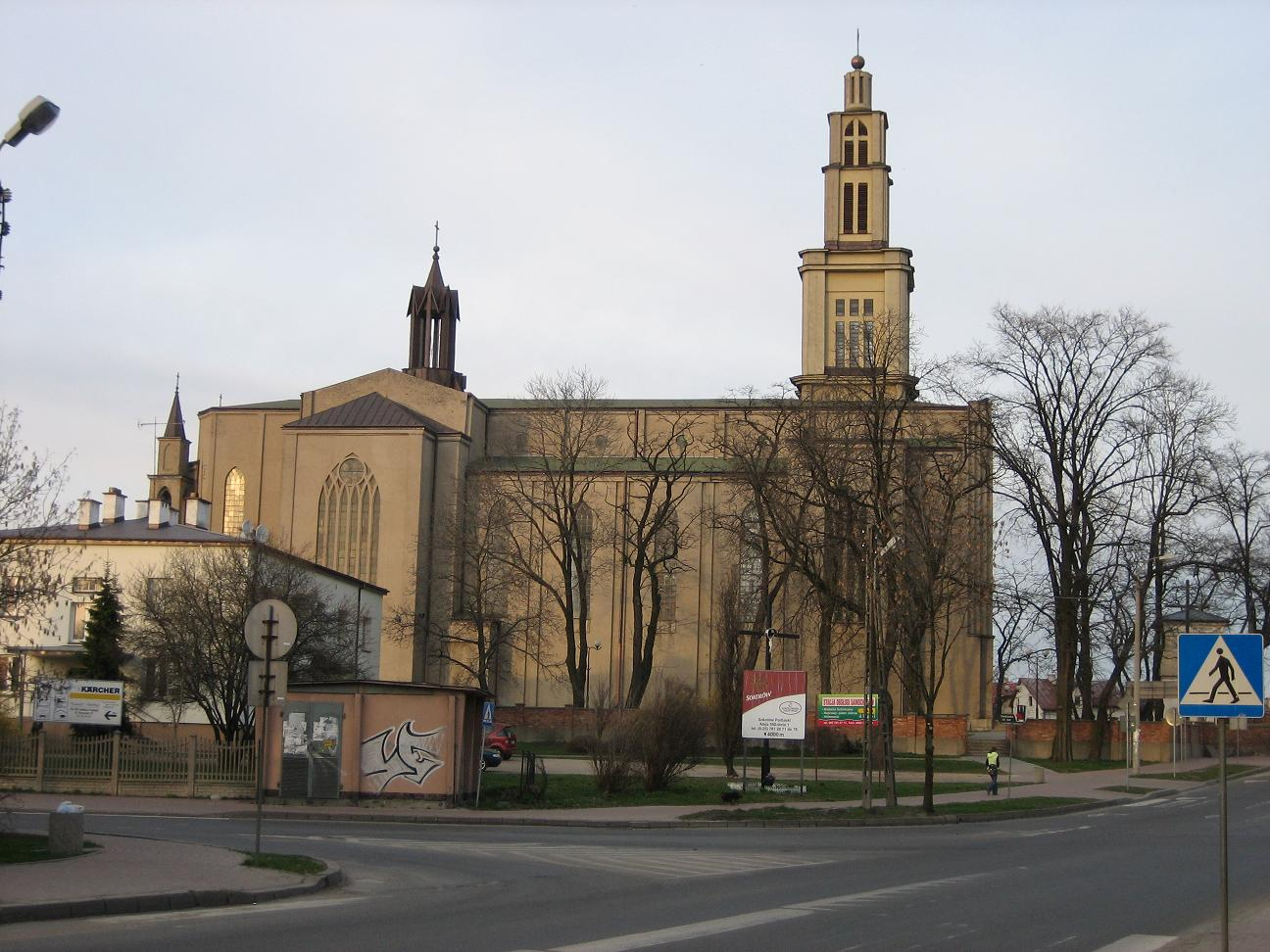
Konkathedrale

Sokołów Podlaski ist eine Stadt sowie Sitz der gleichnamigen Landgemeinde im Powiat Sokołowski der Woiwodschaft Masowien, Polen.

## Gemeinde

### Stadtgemeinde
Die Stadt Sokołów Podlaski bildet eine eigenständige Stadtgemeinde.

### Landgemeinde
Die Landgemeinde Sokołów Podlaski, welcher die Stadt nicht angehört, hat eine Fläche von 137,61 km².

## Bauwerke
- Römisch-katholische Konkathedrale „Heiliges Herz von Maria“.

## Verkehr
Der ÖPNV ist kostenlos nutzbar. Die nächste Bahnstation befindet sich ca. 50 Kilometer südlich in Siedlce.

## Städtepartnerschaften
- Jēkabpils, Lettland seit 1987.

## Persönlichkeiten

### Söhne und Töchter der Stadt
- Anna Jesień (* 1978), polnische Leichtathletin
- Krystyna Dąbrowska (* 1973), polnische Schachspielerin
- Patrycia Ziółkowska (* 1979), deutsche Schauspielerin
- Zofia Kielan-Jaworowska (1925–2015), polnische Wirbeltier-Paläontologin, Spezialistin für frühe Säugetiere